# Talaifacene
Talaifacene (em árabe: تالة إيفاسن), também escrito Tala Ifacene, é uma comuna localizada na província de Sétif, Argélia. Sua população estimada em 2008 era de 21 280 habitantes.